# Theodor Franken
Theodor Franken (* 31. März 1811 in Geilenkirchen, Département de la Roer; † 28. Mai 1876 in Düsseldorf) war ein deutscher Genremaler der Düsseldorfer Schule.

## Leben

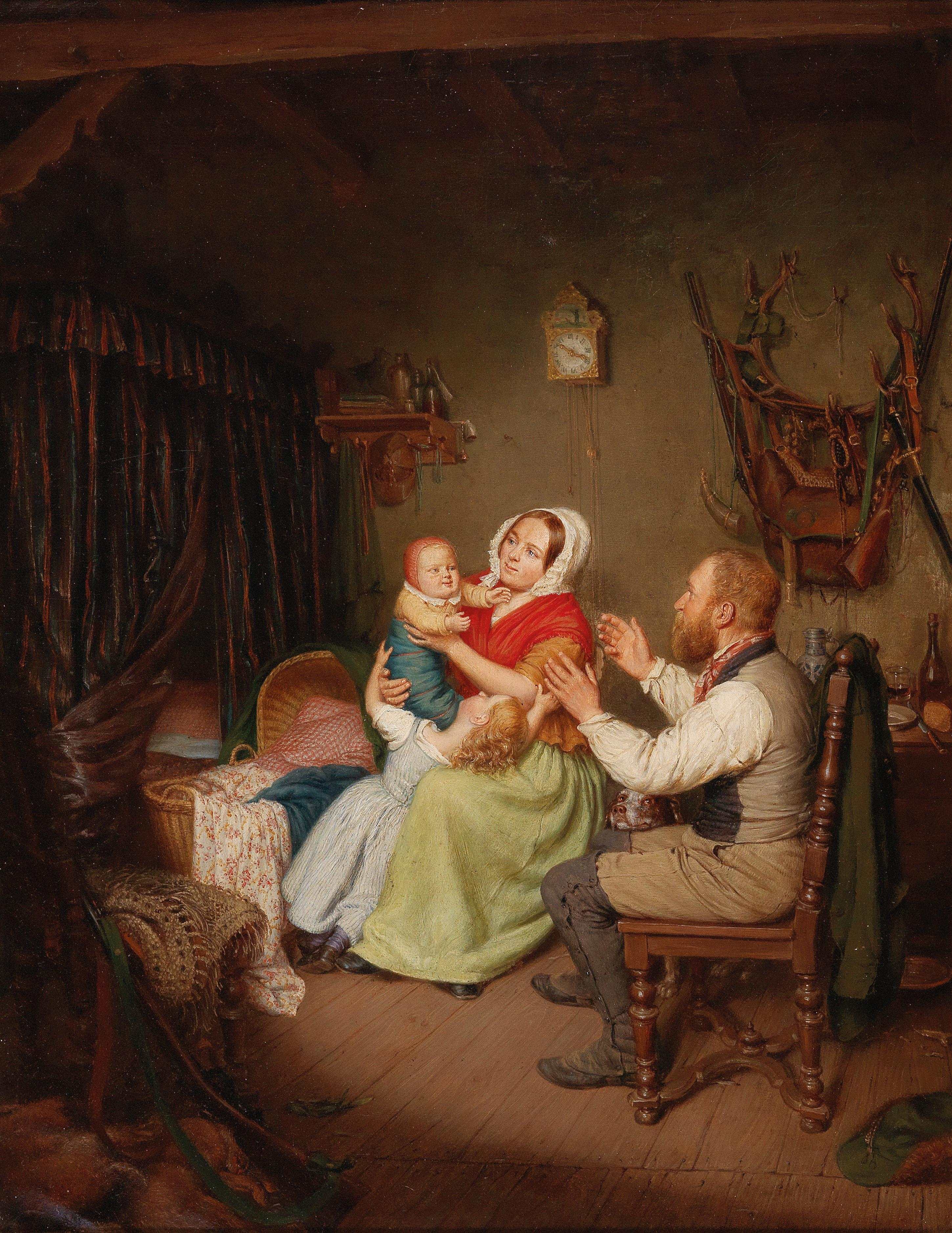
Familienidyll in der Stube

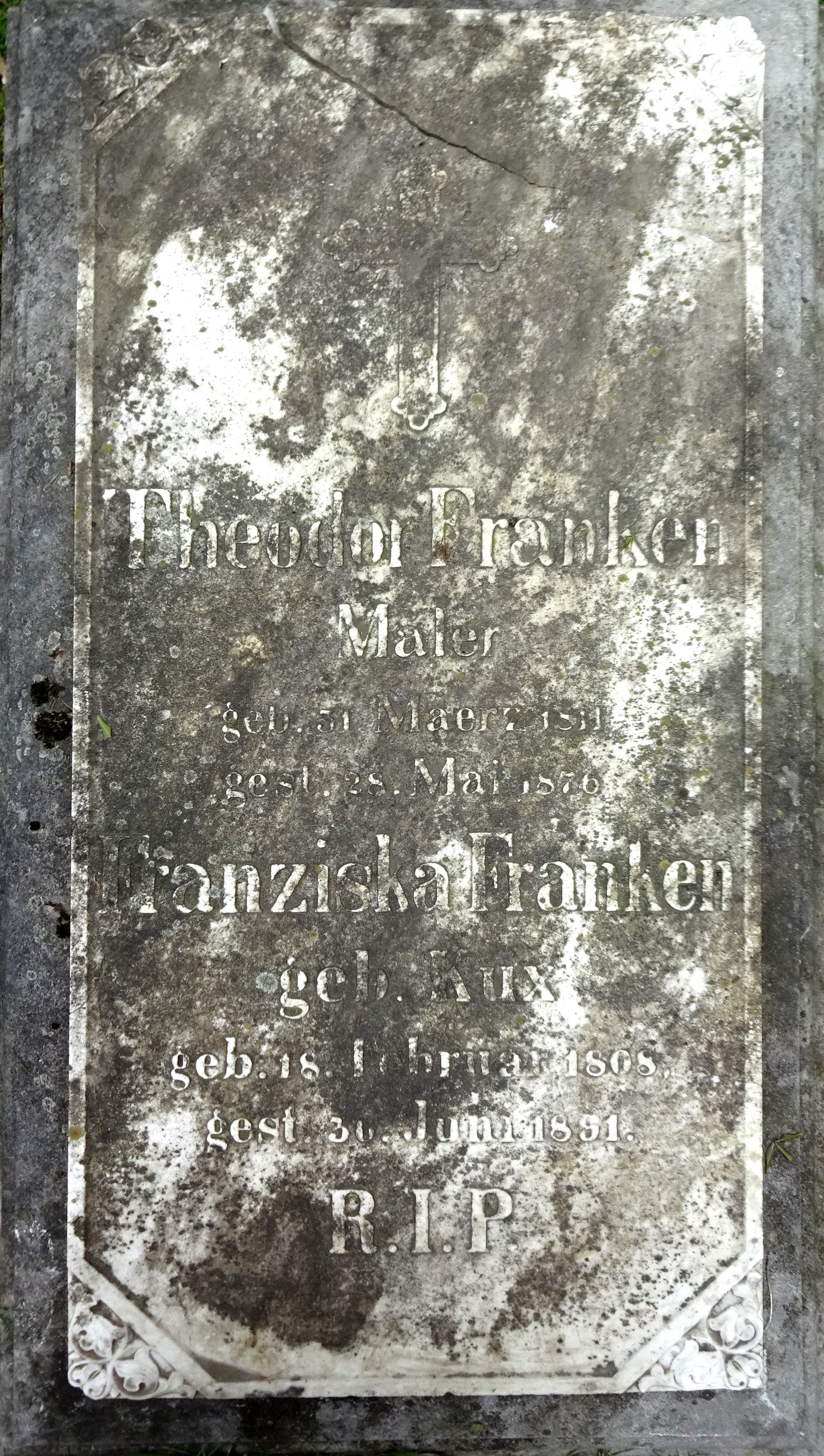
Grabstein für Theodor und Franziska Franken auf dem nördlichen Teil des Golzheimer Friedhofs (2019)

Franken studierte in den Jahren 1829 bis 1831 an der Kunstakademie Düsseldorf. Dort war insbesondere der Porträtmaler Heinrich Christoph Kolbe sein Lehrer. Ab 1831 stellte er in Düsseldorf aus, dabei debütierte er mit einem Selbstporträt.
Vor 1841 heiratete er in die Familie von Franziska Kux (1808–1891) ein. Zusammen mit ihrer Familie verkaufte er 1841 den „Deuzerhof“ in Bilk. Eine Szene, die in diesem Ort verortet werden könnte, beschreibt das Bild Die Dorfpolitiker anschaulich. Um 1844 wohnten sie auf der Bolkerstraße 565. Vermutlich wurde dieses Haus in den 1850er Jahren zu der Anschrift Alleestraße 23 an der Ecke zur Communicationsstraße (Bolkerstraße), in welchem seine Frau mit ihrer Schwester Helene das Geschäft der Geschwister Kux für Putz- und Modewaren führte. Bis zu seinem Tod im Jahr 1876 verblieb Theodor Franken in Düsseldorf und wirkte als Genremaler.

## Werke
- Altargemälde Himmelfahrt Mariae in der Kirche St Mariä Himmelfahrt in Geilenkirchen, 1832
- Bildnis Papst Gregor XVI., 1837[7]
- Das Gebet vor dem Essen, 1837
- Die Dorfpolitiker, um 1840[8]
- Tischgebet (Gebet vor dem Essen), 1842
- Ein junges Paar und ihre Kinder, 1849
- Familienidyll in der Stube, 1849
- Gentleman Reclining on a Sofa[9]
- Zwei junge Mädchen beim heimlichen Lesen eines Briefes, 1863[10]